# أكامي غا كيل!
أكامي غا كيل (باليابانية: アカメが斬る!، بالروماجي: Akame ga Kiru!) (بالعربية: أكامي تقتل!)، هي سلسلة مانغا شونن يابانية من تأليف تاكاهيرو ورسم تتسويا تاشيرو. بدأت بالتسلسل في مجلة غانغان جوكر التابعة لسكوير إنكس في الفترة بين مارس 2010 وديسمبر 2016. القصة تتحدث عن تاتسومي، وهو قروي شاب يسافر إلى العاصمة لجمع الأموال لمنزله ليكتشف فساد فظيع في المنطقة. تقوم المجموعة القاتلة المعروفة باسم Night Raid (غارة الليل) بتجنيد الشاب لمساعدتهم في قتالهم ضد الإمبراطورية الفاسدة.

## الحبكة
بدأت تسلسلها في مجلة سكوير إنكس، گانگان جوكر في مارس 2010. تركز القصة على تاتسومي، قروي شاب مسافر إلى العاصمة لجمع المال لموطنه، لكنه يكتشف فساداً كبيراً فيها. جماعة المغتالين غارة الليل تضمه إليها لمساعدتهم في قتال الإمبراطورية وإنهاء خرابها.

## الشخصيات
هذه الشخصيات الرئيسية للسلسلة، الذي يعرفون بمجموعة غارة الليل:
- Tatsumi- تاتسومي
- Akame - آكامي
- Mine - ماين
- Leone - ليوني
- Sheele - شيلي
- Lubbock - لوبُّوك
- Bulat - بولات
- Najenda - ناجيندا
- Susanoo - سوسانوا
- Chelsea - تشيلسي

## الوسائط

### المانغا
بدأت سَلسلة مانغا بريقول تركز على ماضي أكامي، بعنوان أكامي غا كيل! زيرو، في مجلة سكوير إنكس، بيگ گانگان الشهرية في أكتوبر 2013.

### الأنمي
بدأ عرض نسخة مسلسل الأنمي للمانغا في يوليو 2014. شركة تطوير الألعاب اليابانية ميناتوسوفت أعلنت أيضاً مشروعاً لم يسمَّ بعد مقتبساً من المانغا.
يوجد أُغنيتا بداية للأنمي قسمت إلى الحلقات من 1-14 الشارة الأولى "Skyreach" التي تغنيها سورا أماميا والشارة الثانية من الحلقة 15-24 وهي "LIAR MASK" التي تغنيها ريكا ماياما.
سلسلة الأونا تمّ إنتاجها من طرف استديو سي-ستيشن بالتعاون مع وايت فوكس، من إخراج ماسافومي تامورا وتصميم الشخصات من طرف آسامي واتانابي.
| رقم. | العنوان                                                                                                | تاريخ العرض الأصلي |
| ---- | --- | ------------------ |
| 1    | "Tatsumi and Leone" "Tatsumi to Reōne" (タツミとレオーネ)                                              | 6 يوليو 2014       |
| 2    | "1 minute cooking" "Ippunkan Kukkingu" (1分間クッキング)                                               | 13 يوليو 2014      |
| 3    | "Hot Spring" "Onsen" (温泉)                                                                            | 20 يوليو 2014      |
| 4    | "Mail order Part 1" "Tsūhan Sono Ichi" (通販その①)                                                     | 27 يوليو 2014      |
| 5    | "Glasses" "Megane" (メガネ)                                                                            | 3 أغسطس 2014       |
| 6    | "Esdeath's Fun Torture Classroom" "Esudesu no Tanoshī Gōmon Kyōshitu" (エスデスの楽しい拷問教室)       | 10 أغسطس 2014      |
| 7    | "Social Studies Field Trip" "Shakai Kengaku" (社会見学)                                                | 17 أغسطس 2014      |
| 8    | "Folktale: Estaro" "Mukashibanashi Esutarō" (むかしばなし エス太朗)                                    | 24 أغسطس 2014      |
| 9    | "Job Interview" "Mensetsu" (面接)                                                                      | 31 أغسطس 2014      |
| 10   | "DX Incursio" "Derakkusu Inkurushio" (DXインクルシオ)                                                  | 7 سبتمبر 2014      |
| 11   | "Girl's Bar" "Gāruzu Bā" (ガールズバー)                                                                | 14 سبتمبر 2014     |
| 12   | "Mail order Part 2" "Tsūhan Sono Ni" (通販その②)                                                       | 21 سبتمبر 2014     |
| 13   | "New Hideout" "Atarashī Ajito" (新しいアジト)                                                          | 28 سبتمبر 2014     |
| 14   | "Love Esdeath, Seriously!" "Majikoi" (まじこい)                                                        | 5 أكتوبر 2014      |
| 15   | "Seryu's Fun Crime Prevention Classroom" "Seryū no Tanoshī Bōhan Kyōshitsu" (セリューの楽しい防犯教室) | 12 أكتوبر 2014     |
| 16   | "Mother's Memory...!?" "Haha no Omoide...!?" (母の思い出…！？)                                         | 19 أكتوبر 2014     |
| 17   | "Ghost House" "Obake Yashiki" (オバケ屋敷)                                                             | 26 أكتوبر 2014     |
| 18   | "Lightning Speed! Susanoo-san" "Denkōsekka ! Susano-san" (電光石火！スサヌオさん)                      | 2 نوفمبر 2014      |
| 19   | "Rakshasa Stand-Up" "Rasetsu no Omanzai" (羅刹のお漫才)                                                | 9 نوفمبر 2014      |
| 20   | "Mail order Part 3" "Tsūhan Sono San" (通販その③)                                                      | 16 نوفمبر 2014     |
| 21   | "Folktale: Tsuru no Ongaeshi" "Mukashibanashi Tsuru no Ongaeshi" (むかしばなし つるの恩返し)           | 23 نوفمبر 2014     |
| 22   | "Akame and Kurome" "Akame to Kurome" (アカメ と クロメ)                                                | 30 نوفمبر 2014     |
| 23   | "Departure" "Tabidachi" (旅立ち)                                                                       | 12 ديسمبر 2014     |
| 24   | "Party for Mission Accomplished" "Uchiage Pātī" (打ち上げパーティー)                                   | 14 ديسمبر 2014     |

## وصلات خارجية
- أكامي غا كيل! على موقع ANN manga (الإنجليزية)

- (باليابانية) موقع الأنمي الرسمي
- (باليابانية) الموقع الرسمي
 على سكوير إنكس
- (باليابانية) الموقع الرسمي
 على سكوير إنكس